# Южнобългарски коридел
Южнобългарски коридел е българска порода овце с предназначение добив на вълна и месо.

## Разпространение
Породата е разпространена в стопанства в селища, намиращи се в област Ямбол. Породата е създадена чрез сложно възпроизводително кръстосване на мести породи овце в полупланинските и някой равнини райони от Южна България, първо с кочове от тънкорунни породи, а след това с кочове от породите Севернокавказка овца и Коридел. При породообразуването в някои стада получените женски кръстоски са заплождани с кочове от породите Линкълн и Ромни-марш. По-рядко са заплождани и от кочове от немската порода Мерино лонгвале. Призната е за порода през 1992 г.
Към 2008 г. броят на представителите на породата е бил 78 индивида.
Рисков статус – в критично състояние.

## Описание
Главата е бяла, средно голяма с права профилна линия и кичур вълна над челото. Тялото и коремът са добре зарунени. Опашката е дълга, тънка и достига под скакателната става. По краката имат кафяви или черни петна.
Вълната е бяла с копринен блясък и добре изразена къдравост. Имат бял или светлокремав серей.
Овцете са с тегло 55 – 60 kg, а кочовете 90 – 100 kg. Средният настриг на вълна е 5 – 5,5 kg при овцете и 10 – 12 kg при кочовете. Плодовитостта е в рамките на 120 – 130%. Средната млечност за лактационен период е 100 – 150 l.